# Else Marie Brandt
Else Marie Brandt, född 1 juni 1923 i Grängesberg, död 21 januari 2014 i Bromma, var en svensk skådespelare.
Hon var gift med skådespelaren Percy Brandt och mor till skådespelaren Paula Brandt.

## Filmografi
- 1948 – Flickan från fjällbyn
- 1949 – Huset nr 17
- 1951 – Fröken Julie
- 1953 – Vägen till Klockrike
- 1958 – Lek på regnbågen
- 1963 – Isak Juntti hade många söner
- 1968 – Jag – en oskuld
- 1969 – Konfrontation
- 1972 – Rävspel (TV-serie)
- 1973 – Krocken
- 1974 – Fiskeläget (TV-serie)
- 1974 – Jourhavande (TV-serie)
- 1975 – En kille och en tjej
- 1976 – Raskens (TV-serie)
- 1976 – Fleksnes fataliteter (TV-serie)
- 1976 – A.P. Rosell, bankdirektör (TV-serie)
- 1977 – Lära för livet (TV-serie)
- 1979 – Mor gifter sig (TV-serie)
- 1980 – Prins Hatt under jorden
- 1980 – Styv kuling (TV-serie)
- 1982 – Den enfaldige mördaren
- 1982 – Polisen som vägrade svara (TV-serie)
- 1984 – Tryggare kan ingen vara ... (TV-serie)
- 1986 – Gösta Berlings saga (TV-serie)
- 1987 – Undanflykten
- 1988 – Polisen som vägrade ta semester (TV-serie)
- 1988 – Jungfruresan
- 1989 – Svenska hjärtan (TV-serie)
- 1989 – Sparvöga (TV-serie)
- 1990 – Kurt Olsson – filmen om mitt liv som mig själv
- 1992 – Badet (kortfilm)
- 1993 – Hon & han (kortfilm)
- 1993 – Blank päls och starka tassar (TV-serie)
- 1994 – I morgon, Mario
- 1994 – Rena rama Rolf (TV-serie)
- 1994 – Håll huvet kallt (TV-serie)
- 1997 – Den vita duken (kortfilm)
- 2000 – Jalla! Jalla!
- 2001 – En ängels tålamod (TV-serie)
- 2001 – Kommissarie Winter (TV-serie)
- 2003 – Solbacken: Avd. E (TV-serie)
- 2004 – Dit änglar vägra gå
- 2005 – Sex, hopp & kärlek
- 2006 – Den som viskar (TV-serie)
- 2007 – Isprinsessan
- 2008 – Nattrond
- 2011 – Gynekologen i Askim (TV-serie)

## Teater

### Roller (ej komplett)
| År   | Roll                | Produktion                                                                       | Regi                        | Teater                    |
| ---- | ------------------- | -------------------------------------------------------------------------------- | --------------------------- | ------------------------- |
| 1949 | Drottningen         | Sanningens pärla Zacharias Topelius                                              | Keve Hjelm                  | Dramaten                  |
| 1950 | Mor Greta           | Ljungby horn Frans Hedberg                                                       | Carl-Henrik Fant            | Dramaten                  |
| 1951 |                     | Loulou Marcel Thiébaut                                                           | Ernst Eklund                | Lisebergsteatern          |
| 1956 | Rosemary            | Alltsedan paradiset (Ever Since Paradise) J.B. Priestley                         | Per-Axel Branner            | Nya Teatern               |
| 1956 | Evdokia Romanoff    | Romanoff och Juliet (Romanoff and Juliet) Peter Ustinov                          | Hans Dahlin                 | Nya Teatern               |
| 1957 | Agafja Tichonovna   | Frieriet Nikolai Gogol                                                           | Anita Blom                  | Parkteatern               |
| 1958 |                     | Järnvattnet i Madrid Lope de Vega                                                | Sandro Malmquist            | Riksteatern               |
| 1958 | Dolly               | Tolvskillingsoperan Bertolt Brecht och Kurt Weill                                | Johan Falck                 | Helsingborgs stadsteater  |
| 1958 | Rita                | Farväl till kärleken: Frihet är det bästa ting Herbert Grevenius                 | Johan Falck                 | Helsingborgs stadsteater  |
| 1959 | Värdinnan           | Så tuktas en argbigga William Shakespeare                                        | Johan Falck Edvin Adolphson | Helsingborgs stadsteater  |
| 1959 | Ida                 | Levande ljus Siegfried Geyer, Robert Katscher och Karl Farkas                    | Åke Engfeldt                | Helsingborgs stadsteater  |
| 1959 | Faster Bise         | Generalen på skolbänken Jean Anouilh                                             | Palle Granditsky            | Helsingborgs stadsteater  |
| 1959 | Agnes               | Som ni behagar William Shakespeare                                               | Frank Sundström             | Helsingborgs stadsteater  |
| 1960 | Priorinnan          | Lilla helgonet (Mam'zelle Nitouche) Hervé, Henri Meilhac och Albert Millaud      | Frank Sundström             | Helsingborgs stadsteater  |
| 1960 | Petronella van Daan | Anne Franks dagbok (The Diary of Anne Frank) Frances Goodrich och Albert Hackett | Frank Sundström             | Helsingborgs stadsteater  |
| 1961 | Béline              | Den inbillningssjuke Molière                                                     | Sandro Malmquist            | Riksteatern               |
| 1965 |                     | De vassa palmerna Elsa Grave                                                     | Anita Blom                  | Uppsala-Gävle Stadsteater |
| 1966 |                     | Yerma Federico García Lorca                                                      | Palle Granditsky            | Uppsala-Gävle Stadsteater |
| 1968 |                     | Idioten (Идиот, Idiot) Fjodor Dostojevskij                                       | Palle Granditsky            | Uppsala-Gävle Stadsteater |
| 1968 | Spindelväv          | En midsommarnattsdröm William Shakespeare                                        | Hans Bergström              | Riksteatern               |

### Fotnoter
1. 1 2  ”Else-Marie Brandt”. Svensk Filmdatabas. http://sfi.se/sv/svensk-filmdatabas/Item/?type=PERSON&itemid=62920&ref=%2ftemplates%2fSwedishFilmSearchResult.aspx%3fid%3d1225%26epslanguage%3dsv%26searchword%3dElse-Marie+Brandt%26type%3dPerson%26match%3dBegin%26page%3d1%26prom%3dFalse. Läst 22 oktober 2012.
2. ↑  ”Alltsedan paradiset”. Musik- och Teaterbiblioteket. https://calmview.musikverk.se/CalmView/Record.aspx?src=CalmView.Performance&id=PERF14248&pos=1022. Läst 16 juli 2025.
3. ↑  Sven Barthel (29 augusti 1956). ”Alltsedan paradiset”. Dagens Nyheter:  s. 13. https://arkivet.dn.se/tidning/1956-08-29/11164-234/13. Läst 16 juli 2025.
4. ↑  ”Romanoff och Juliet”. Musik- och Teaterbiblioteket. https://calmview.musikverk.se/CalmView/Record.aspx?src=CalmView.Performance&id=PERF14250&pos=1023. Läst 16 juli 2025.
5. ↑  Ebbe Linde (18 oktober 1956). ”Romanoff och Juliet”. Dagens Nyheter:  s. 14. https://arkivet.dn.se/tidning/1956-10-18/11164-284/14. Läst 16 juli 2025.
6. ↑  ”Tidningsnotis”. Dagens Nyheter:  s. 10. 8 augusti 1957. https://arkivet.dn.se/tidning/1957-08-08/213/10. Läst 29 juli 2018.
7. ↑  ”Lope de Vega, Ibsen och  Rattigan spelas under Riksteaterns vårsäsong”. Dagens Nyheter:  s. 12. 4 januari 1958. https://arkivet.dn.se/tidning/1958-01-04/3/12. Läst 26 maj 2018.
8. ↑  ”Anouilh i Hälsingborg”. Dagens Nyheter:  s. 40. 4 oktober 1959. https://arkivet.dn.se/tidning/1959-10-04/269/40. Läst 26 maj 2018.
9. ↑  Ebbe Linde (5 oktober 1961). ”Molière gästar Karlstad”. Dagens Nyheter:  s. 14. https://arkivet.dn.se/tidning/1961-10-05/270/14. Läst 18 juli 2018.
10. ↑  Bengt Jahnsson (20 november 1965). ”Grave i Uppsala: En självklar teaterbegåvning”. Dagens Nyheter:  s. 14. https://arkivet.dn.se/tidning/1965-11-20/11166-315/14. Läst 3 januari 2025.
11. ↑  Sven Barthel (5 februari 1966). ”Uppsalateatern spelar Lorca”. Dagens Nyheter:  s. 11. https://arkivet.dn.se/tidning/1966-02-05/11166-34/11. Läst 3 januari 2025.
12. ↑  Bengt Jahnsson (26 januari 1968). ”Kongenialt samspel i Uppsalas 'Idioten'”. Dagens Nyheter:  s. 18. https://arkivet.dn.se/tidning/1968-01-26/11171-24/18. Läst 3 januari 2025.
13. ↑  Barbro Hähnel (21 september 1968). ”Riksteaterns 'Midsommarnattsdröm': Shakespeare som hippie”. Dagens Nyheter:  s. 12. http://arkivet.dn.se/arkivet/tidning/1968-09-21/257/12. Läst 31 augusti 2015.